# Xyris ambigua
Xyris ambigua är en gräsväxtart som beskrevs av Heinrich Karl Beyrich och Carl Sigismund Kunth. Xyris ambigua ingår i släktet Xyris och familjen Xyridaceae. Inga underarter finns listade i Catalogue of Life.